# ISO 3166-1 alpha-2
ISO 3166-1 alpha-2 kodovi su dvoslovčane oznake država i područje od posebnog značaja definirane u ISO 3166-1, dijelu ISO 3166 standarda međunarodne organizacije za standardizaciju ISO. Prvi puta su definirani kao dio ISO 3166 standarda prilikom njegovog prvog izdanja 1974. godine.
ISO 3166-1 alpha-2 oznaka za Hrvatsku je HR.